# Nightingale School of Nursing

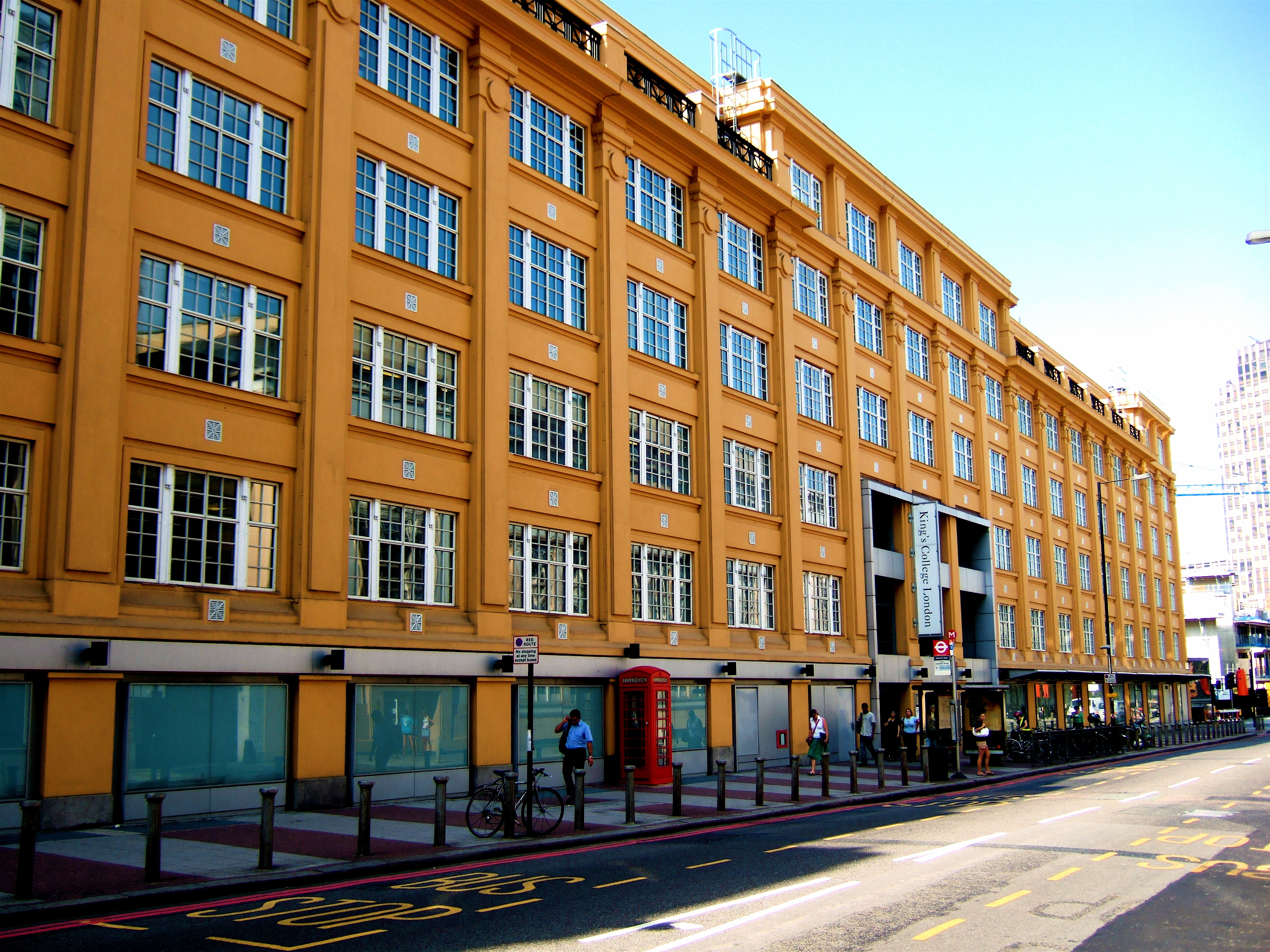
Nightingale School of Nursing

Florence Nightingale Faculty of Nursing, Midwifery & Palliative Care eller endast Nightingale School of Nursing är en skola inom King's College London i London som huvudsakligen utbildar sjuksköterskor och barnmorskor. Skolan grundades av Florence Nightingale i London 1860. Den har ca 1 300 heltidsstudenter. 